# Mario Bussich
Mario Bussich (Spalato, 5 settembre 1898 – Roma, 11 agosto 1971) è stato un calciatore italiano.

## Carriera

Mario Bussich

### Giocatore

#### Club
Bussich inizia la carriera di calciatore come portiere nel club capitolino Juventus Roma; successivamente, durante la militanza con la Sestrese, prova a giocare in attacco, restando per tutta la carriera in quel ruolo.
Passa quindi al Genoa, squadra con cui ottiene 4 presenze e una rete, è però nella Sampierdarenese che si fa notare, con 12 gol in 18 partite, ottenendo un ingaggio da parte dell'Inter, dove gioca per due stagioni nelle quali realizza 8 reti in 35 partite. Dopo essere passato per la Triestina, diventa il primo acquisto nella storia della Roma, neonata società formatasi in seguito alla fusione di Fortitudo, Roman e Alba nel 1927. Gioca una buona prima stagione con 19 partite impreziosite da 10 gol e vincendo la Coppa CONI 1928, mentre nella stagione seguente colleziona 9 presenze e nessuna rete.
Nel 1929 scende di categoria, passando alla Ternana che milita in Prima Divisione, corrispondente all'attuale Lega Pro Prima Divisione: con gli umbri sfodera una buona prestazione personale, con 14 reti in 24 incontri.
Nel 1930-1931 gioca con la maglia del Foligno, mentre nel 1932 nella neonata Veliti del Littorio, squadra di Civitacastellana, nel ruolo di calciatore e allenatore.

## Statistiche

### Presenze e reti nei club
| Stagione         | Squadra             | Campionato       | Campionato | Campionato | Coppe nazionali | Coppe nazionali | Coppe nazionali | Coppe continentali | Coppe continentali | Coppe continentali | Totale | Totale |
| Stagione         | Squadra             | Comp             | Pres       | Reti       | Comp            | Pres            | Reti            | Comp               | Pres               | Reti               | Pres   | Reti   |
| ---------------- | ------------------- | ---------------- | ---------- | ---------- | --------------- | --------------- | --------------- | ------------------ | ------------------ | ------------------ | ------ | ------ |
| 1919-1920        | Juventus Roma       | A                | 2+         | 0          | -               | -               | -               | -                  | -                  | -                  | 2+     | 0      |
| 1920-1921        | Sestrese            | A                | 12         | 6          | -               | -               | -               | -                  | -                  | -                  | 12     | 6      |
| 1921-1922        | Genoa               | A                | 4          | 1          | -               | -               | -               | -                  | -                  | -                  | 4      | 1      |
| 1922-1923        | Sampierdarenese     | A                | 18         | 12         | -               | -               | -               | -                  | -                  | -                  | 18     | 12     |
| 1923-1924        | Inter               | A                | 21         | 5          | -               | -               | -               | -                  | -                  | -                  | 21     | 5      |
| 1924-1925        | Inter               | A                | 14         | 3          | -               | -               | -               | -                  | -                  | -                  | 14     | 3      |
| Totale Inter     | Totale Inter        | Totale Inter     | 35         | 8          | -               | -               | -               | -                  | -                  | -                  | 35     | 8      |
| 1925-1926        | Triestina           | B                | 19         | 11         | -               | -               | -               | -                  | -                  | -                  | 19     | 11     |
| 1926-1927        | Triestina           | B                | 18         | 15         | -               | -               | -               | -                  | -                  | -                  | 18     | 15     |
| Totale Triestina | Totale Triestina    | Totale Triestina | 37         | 26         | -               | -               | -               | -                  | -                  | -                  | 37     | 26     |
| 1927-1928        | Roma                | A                | 19         | 10         | CC              | 15              | 3               | -                  | -                  | -                  | 34     | 13     |
| 1928-1929        | Roma                | A                | 9          | 0          | -               | -               | -               | -                  | -                  | -                  | 9      | 0      |
| Totale Roma      | Totale Roma         | Totale Roma      | 28         | 10         | -               | 15              | 3               | -                  | -                  | -                  | 43     | 13     |
| 1929-1930        | Terni               | C                | 24         | 14         | -               | -               | -               | -                  | -                  | -                  | 24     | 14     |
| 1930-1931        | Foligno             | C                | 19         | 5          | -               | -               | -               | -                  | -                  | -                  | 19     | 5      |
| 1931-1932        | Veliti del Littorio | IV               | 13         | 17         | -               | -               | -               | -                  | -                  | -                  | 13     | 17     |
| Totale carriera  | Totale carriera     | Totale carriera  | 192+       | 99         | -               | 15              | 3               | -                  | -                  | -                  | 207+   | 102    |

## Palmarès

### Giocatore

#### Club

##### Competizioni nazionali
- Coppa CONI: 1

Roma: 1928